# Кенжеханулы, Рауан
Рауа́н Кенжеха́нулы (каз. Рауан Кенжеханұлы; род. 1 мая 1979, Восточно-Казахстанская область, Казахская ССР, СССР) — казахстанский общественный деятель, журналист, дипломат, википедист, предприниматель. С июля 2023 года избран президентом Общественного объединения "Международный Фонд казахского языка" .
За вклад в развития и продвижения сообщества Википедии на казахском языке в 2011 году на ежегодной международной конференции «Фонда Викимедиа» был награждён персональной премией основателя всемирной онлайн энциклопедии «Википедия» Джимми Уэйлса и назван Викимедистом года (Wikipedian of the Year). Премия вручалась впервые.

## Биография
Родился 1 мая 1979 года в Восточно-Казахстанской области, Республики Казахстан. Отец Рауана — Матыжанов Кенжехан Слямжанович, мать — Алметова Асипат Саутбековна, оба филологи по образованию, доктора наук.

### Образование
В 2001 окончил Алматинский государственный университет по специальности «Международные отношения».
В 2004 году получает степень магистра наук по специальности «Стратегический менеджмент и финансы» Академии народного хозяйства при Правительстве Российской Федерации.
В 2009—2011 годах продолжил обучение в Weatherhead Center for International Affairs Гарвардского университета, США, по специальности «Международные отношения» (2010—2011),.

### Карьера
Работал координатором образовательной программы «Дебаты» в Общественном Фонде «Национальный дебатный центр» (1998—2001).
С 2001 года работает экономическим обозревателем, входит в президентский пул журналистов, затем редактором итоговой аналитической программы «Жеті күн» на телеканале «Хабар». С 2004 года собственный корреспондент агентства «Хабар» в Российской Федерации.
В 2005—2006 годах — руководитель пресс-службы, заведующий отделом культурно-гуманитарного сотрудничества, второй и первый секретарь Посольства Республики Казахстан в Российской Федерации.
В 2006—2008 годах директор Мангистауского областного филиала республиканской телерадиокорпорации «Казахстан».
В 2008—2009 годах советник акима Мангистауской области по общественно-политическим вопросам.
В 2010—2011 годах — преподаватель департамента лингвистики Гарвардского университета.
В 2011 году основал компанию в сфере электронного обучения для средней школы Bilim Media Group, а также Общественный Фонд WikiBilim .
На период с 23 декабря 2014 года и до 24 августа 2016 года покидал компанию в связи с работой на государственной службе в качестве заместителя Акима Кызылординской области.
С июня 2017 года является исполнительным директором Общественного Фонда «Национальное бюро переводов» (ранее WikiBilim) . Реализовал серию образовательных проектов, нацеленных на развитие образовательного и просветительского контента на казахском языке. В частности,  развитие казахского раздела энциклопедии Википедия, внедрение казахского языка в систему Google Translate,  перевод на казахский язык лекций TED , создание открытой библиотеки Казахстана Kitap.kz
В 2011—2013 годах работал над проектом по развитию свободных лицензий Creative Commons .
В 2020 году во время  пандемии Covid-19 компания Bilim Media Group за собственные средства создавала видео-уроки для трансляции на телеканалах «Ел Арна» и «Балапан».
В 2022 году выбран вице-президентом Ассоциации национальных видов спорта Республики Казахстан.
В июле 2023 года избран президентом Общественного объединения «Международный фонд казахского языка».

### Образовательные и социальные проекты
С октября 2016 года избран Председателем Попечительского Совета Общественного Фонда «Bilim Foundation». Фонд занимается вопросами развития ментального здоровья и жизненных навыков подростков.
В 2017 году впервые в Казахстане подписан договор государственно-частного партнерства с Акиматом Северо-казахстанской области по развитию сельской школы в селе Петерфельд.
В 2017 году запускает некоммерческий проект "Открытый университет Казахстана" по модели Edx и Coursera. Партнером проекта выступил британский университет The Open University. В 2023 году более 600 курсов онлайн-платформы Coursera переводятся на казахский и русский язык с предоставлением доступа 25 ВУЗам Казахстана.
С 2017 года по 2020 года координатор проекта «Новое гуманитарное знание. 100 новых учебников на казахском языке» по развитию общественных и гуманитарных наук . В рамках проекта были переведены, изданы и бесплатно распространены среди библиотек высших учебных заведений 100 учебника.
В 2019 году по заказу Министерства культуры и спорта Казахстана начало проект «Современная казахская литература в глобальном мире» по переводу антологии современной казахской литературы на 6 языков ООН, английский, французский, русский , испанский, арабский, китайский языки. Сборник состоит из двух томов - проза и поэзия. В каждом томе собраны 30 авторов. Партнером перевода на русский язык выступило издательский дом Московского государственного университета имени М. Ломоносова , на испанском языке Институт Сервантеса, на французском языке - издательский дом «Мишель де Моль», на китайском языке - Издательством наций Китайской народной республики, на арабском языке готовится при участии Центра культура и образования Арабской республики Египет. Перевод и издание антологий на английском языке реализован при участии издательства Кембриджского университета. 
В 2020 году  в рамках празднования 175-летия Абая Кунанбаева были переведены произведения на 10 языков мира: английский, арабский, китайский, испанский, итальянский, немецкий, русский, турецкий, французский, а также японский По итогам проекта некоторые переводчики и редакторы были награждены орденами и медалями .  В сборники переводов вошли 145 стихотворений, 3 поэмы, «Слова назидания» (45 эссе). Автором обложки является известный художник-график Даурен Кастеев (внук Абильхана Кастеева).
С 2018 по 2022 год руководитель проекта по созданию Оксфордского словаря на казахском языке. В словаре собраны 500 000 слов и словосочетаний отобранных за время перевода большого количества текстов ранее. Словарь создан по аналогу русско-английского, англо-русского словаря Oxford Russian Dictionary.

### Общественная и экспертная деятельность
20 августа 2018 года назначен советником первого заместителя председателя партии «Нур Отан».
С 2019 года член Национального совета общественного доверия при Президенте Республики Казахстан (НСОД). Входит в группу по вопросам социального развития и образования . С 2022 года член Национального курултая при Президенте Республики Казахстан.
В 2022 году выбран вице-президентом Ассоциации национальных видов спорта Республики Казахстан.
В июле 2023 года избран президентом Общественного объединения «Международный фонд казахского языка».
Член организации предпринимателей YPO Kazakhstan .

## Критика
13 ноября 2019 года была критика деятельности компании, в том что компания получает государственный закуп методом из одного источника. . Позже Рауан Кенжеханулы разъяснил корректные цифры, и то что способ государственных закупок с одного источника определен законодательством Казахстана при закупе интеллектуальной собственности .

## Награды
- Википедист года (2011)
- Медаль 10-лет Астане
- Орден "Құрмет"